# Río Cabril (afluente del Cávado)
El río Cabril es un corto río o arroyo portugués, afluente por la margen derecha del río Cávado, cuyos 14 km de curso discurren íntegramente por el distrito de Vila Real.
El Cabril desemboca en el embalse de Salamonde, término municipal de Montalegre, y tiene como afluente por la margen derecha al arroyo Sabroso.